# Cârlibaba, Suceava
Cârlibaba (nume anterior: Cârlibaba Veche, în germană Kirlibaba / Mariensee, în poloneză Kirlibaba) este satul de reședință al comunei cu același nume din județul Suceava, Bucovina, România.

## Vezi și
- Bătălia de la Cârlibaba

 Acest articol despre o localitate din județul Suceava este deocamdată un ciot. Puteți ajuta Wikipedia prin completarea lui.